# Музей Ставропігійського інституту
Музей Ставропігійського інституту — історичний музей у Львові, який існував у 1888—1940 рр.

## Історія
Заснований 1889 старійшиною (сеньйором) Ставропігії, істориком І.Шараневичем на основі археологічно-бібліографічної виставки 1888–89, присвяченої 900-річчю хрещення Русі. Первісно виставка формувалася з архіву, бібліотеки і ризниці Свято-Успенського братства (див. Львівське братство), експонатів музейної виставки Народного дому у Львові, що діяла впродовж 1886–87, колекції археологічних знахідок А.Петрушевича під час розкопок кінця 1860-х — 1870-х рр. по лінії будівництва залізниці Львів–Чернівці–Відень, Замкової гори Львова та експонатів тимчасової виставки 1885 знахідок з Галича (давнього) у Львів. тех. школі з нагоди археол. з'їзду.
Згодом до організації виставки приєдналося греко-катол. духовенство, яке на заклик митрополита С.Сембратовича передало з галицьких церков в обмін на нові 479 старовинних ікон і 700 мистецьких творів реліг. тематики. У підготовці до організації виставки бібліотекар Ставропігійського ін-ту Б.Дідицький завершив розпочаті Я.Головацьким і Д.Зубрицьким ідентифікацію, церковнослов'ян. переклад і наук. опрацювання архіву Ставропігійського братства (патріарших і митрополичих грамот, королів. декретів, листів молдов. господарів), найбільш цінні з архівних матеріалів були опубліковані 1886 в 1-му томі ювілейного видання ін-ту, присвяченого 300-річчю надання львів. Свято-Успенському братству статусу ставропігійського. У лютому 1889 виставку перетворено на музей Ставропігійського ін-ту. Його збірка поділялася на 5 тематичних фондів: 1) рукописи (починаючи від 12 ст., серед яких — Бучацьке Євангеліє 13 ст. та чотири інших — 15 ст., Апостоли (у тому числі Кристинопольський 12 ст.)), протоколи Богоявленського братства, метричні книги, а також стародруки й книги 16–19 ст. з Венеції, Відня, Кошиць і укр. друкарень.
Найцінніші з них — Острозька Біблія 1641, «Апостол» Львівський 1574 друкаря І.Федорова, видання Львівської братської друкарні та Києво-Печерської друкарні; 2) предмети церк. вжитку: 19 чаш, 22 дерев'яних хреста, 42 ін. різьблені речі, 479 ікон на дошках і полотні, металі й порцеляні; гаптовані тканини, 162 літургійні ризи, серед яких особливу цінність становив вишитий «кентерберійською» ниткою фелон 11 ст., подарований Львів. братству молдов. господарем М.Бернавським. До цієї збірки входили також мистецькі речі світського характеру: живопис, гравюри (види монастирів, міст, герби), килими, гобелени. Колекція портретів 17–18 ст. містила зображення членів та благодійників Свято-Успенського братства, кн. В.-К.Острозького, П.Конашевича-Сагайдачного, Петра (Могили), А.Шептицького, міщанські портрети, а також фотографії та плани; 3) нумізматична колекція налічувала 300 особливо цінних монет (починаючи від античних), медальйони, печатки, медалі); 4) листи, акти і грамоти з історії України, починаючи з 14 ст., у тому числі Гедеона (Балабана), князів А.Вишневецького, В.-К.Острозького, членів Берестейського церк. собору 1596, Іова (Борецького), Єлисея (Плетенецького), Петра (Могили), рос. царя Олексія Михайловича, документи польс. королів, родин князів Чорторийських і Любомирських, магнатів Оссолінських, Потоцьких та ін.; 5) пам'ятки археології (від часів палеоліту). Музей став центром подальшого виявлення та дослідження пам'яток матеріальної к-ри, зокрема 60 плит мармурової підлоги Свято-Успенської церкви з написами імен братчиків, вихованців Ставропігійської бурси; було ідентифіковано гробниці, одна з яких належала внукові К.Корнякта Олександрові; натрунні портрети відомих львів'ян і братчиків кінця 17 — 18 ст. У с. Волиця-Деревлянська (нині село Буського р-ну Львів. обл.) віднайдено портрет кн. Володислава Опольського.
Для поповнення колекцій продовжувались археол. розкопки у Звенигороді Галицькому (1890), було розкопано бл. 370 поховань висоцької культури в Бродівському пов. Колекцію стародруків поповнив подарунок В.Гургула і М.Бакрі. Наприкінці 19 ст. в музей було передано 1324 архівні справи, серед яких акт про підписання Берестейської церковної унії 1596. Деякі матеріали (напр., рукописи монастиря василіан у Львові) перебували в музеї на тимчасовому зберіганні. До 1905 музеєм опікувався І.Свенціцький (перейшов працювати до Національного музею у Львові). Емігруючи перед австрійс. контрнаступом 1915 в Росію, русофільське кер-во вивезло з собою експозицію музею до Києва, після революції передало її на збереження Донському ун-ту (Ростов-на-Дону, нині місто в РФ). Особливо цінні речі переховували на приватній квартирі. 1921 керівники Ставропігіону І.Цибик і М.Сивуляк повернулися до Львова, залишивши музейні колекції на відповідальність лат. отця Сапіги. Після пожежі в Донському ун-ті вцілілу частину музейної збірки перевезли до Харкова. Але рад. уряд відмовився повертати речі, мотивуючи тим, що музей є «надбанням радянського народу».
Завдяки зусиллям інтелігенції та урядової комісії Польс. д-ви 1929 музей Ставропігійського ін-ту повернено Львову. Частково музейну експозицію відновили 1931 з нагоди 300-річчя освячення Свято-Успенського храму. З приходом до Львова рад. влади 1939 збірку музею було розкомплектовано між Львівським історичним музеєм, Львівською галереєю мистецтв та Центр. держ. істор. архівом у м. Львів.